# 木耳屿
木耳屿是中华人民共和国浙江省苍南县马站镇管辖的一个岛屿。

## 历史沿革
清光绪《浙江沿海图说》记有木耳屿名。《中国海域地名志》（1989）称为木耳屿。因岛岩多皱折，形如木耳，故名。

## 地理
木耳屿位于温州市苍南县北关岛西北692米，弹棉岛北侧266米，距大陆最近点470米。岸线长度437米，陆域面积7967平方米，最高点高程28.8米。出露岩石为上侏罗统高坞组熔结凝灰岩，植被以草丛、灌木为主。